# Allocyclopina
Allocyclopina – rodzaj widłonogów z rodziny Cyclopinidae. Nazwa naukowa tego rodzaju skorupiaków została opublikowana w 1954 roku przez niemieckiego zoologa Friedricha Kiefera.

## Podział systematyczny
Do rodzaju należą następujące gatunki:
- Allocyclopina ambigua Kiefer, 1960
- Allocyclopina australiensis Karanovic, 2008
- Allocyclopina inopinata Defaye & Ranga Reddy, 2008
- Allocyclopina madagassica Kiefer, 1954